# Идзуми, Кэнта
Кэнта Идзуми (яп. 泉 健太; 29 июля 1974, Саппоро) — японский политический деятель, председатель «Конституционно-демократической партии», депутат Палаты представителей Японии.

## Биография
Уроженец Саппоро и выпускник Университета Рицумэйкан Кэнта Идзуми впервые был избран в Палату представителей в 2003 году после неудачной попытки баллотироваться в 2000 году.
Идзуми с 2000 года был членом «Демократической партии Японии». Позднее в 2017 году он занял пост главы партии «Кибо-но То», а в 2018 году перешёл в «Демократическую партию народа». В 2020 году политик покинул партию и присоединился к «Конституционно-демократической партии».
30 ноября 2021 года Идзуми был избран лидером «Конституционно-демократической партии» на выборах руководства.

## Политические взгляды
Идзуми называют центристом и консерватором. Выступая против реформирования статьи 9 Конституции Японии, он однако не против пересмотра конституции как таковой. Что касается национальной безопасности, он отвергает принятие на вооружение ядерного оружия и средств нанесения ударов по базам противника.
Кэнта Идзуми выступает за разрешение однополых браков и за закон о равенстве ЛГБТ. Он также поддерживает снижение зависимости от ядерной энергии и приветствует увеличение квот на иностранных рабочих. Также поддерживает возможность восхождения женщин на императорский трон.
В феврале 2023 года Кэнта Идзуми выступил с критикой новой стратегии национальной безопасности страны, заявив, что наращивание потенциала для нанесения превентивных ударов по потенциальным противникам является нарушением международного права.